# Nketa
Nketa ist ein Vorort mit einer hohen Bevölkerungsdichte in der Stadt Bulawayo, Simbabwe. Der Vorort ist in die Stadtteile Nketa 6 bis Nketa 9 unterteilt. Die Entwicklung begann in den frühen 1990er Jahren, und der größte Teil des Stadtteils wurde mit Hilfe von Krediten errichtet. Er verfügt über eine Bibliothek und eine Klinik sowie eine Reihe von Grund- und Oberschulen.

## Bildung
In diesem Vorort befindet sich die Maranatha Adventist High School, eine der 100 besten Schulen in Simbabwe, die für ihre konstant guten Ergebnisse bekannt ist, sowie die kürzlich erbaute Maranatha Adventist Primary School. Beide Einrichtungen werden von der Kirche der Siebenten-Tags-Adventisten betrieben und befinden sich beide in Nketa 7. Weitere Schulen in diesem Vorort sind die Nketa Primary School (Nketa 6), die Nketa Secondary School (Nketa 8), die Manondwane Primary School (Nketa 7), die Emganwini Primary School (Nketa 8) und die Mgiqika Primary School (Nketa 9). In dem Vorort gibt es eine ganze Reihe von Privatschulen und Colleges.
In Nketa 7 befindet sich auch die gut ausgestattete Nketa-Bibliothek, die der Stadtverwaltung von Bulawayo gehört und von ihr betrieben wird.

## Gesundheitswesen
Die Stadtverwaltung von Bulawayo betreibt in Nketa 7 eine Gemeindeklinik, die die meisten medizinischen Bedürfnisse der Gemeinde abdeckt. Dazu gehören u. a. allgemeinmedizinische Konsultationen und Untersuchungen, Impfungen, Medikamentenabgabe, Nachsorge, Behandlung kleinerer Verletzungen und Verbrennungen, Mütterbetreuung, kostenlose HIV-Beratung und -Tests, Verteilung kostenloser ARTs, kostenlose Verteilung von Kondomen und Aufklärung über sexuelle Gesundheit, Familienplanungsdienste und Überweisung von schweren Fällen an das Mpilo Central Hospital. Außerdem gibt es ein privates 24-Stunden-Notfallzentrum in Nketa 6, weniger als 1 km von der Klinik entfernt.

## Religion
Nketa ist hauptsächlich eine christliche Gemeinde und beherbergt eine Vielzahl von Kirchen, darunter die Zaoga fif, die Kirche der Siebenten-Tags-Adventisten, die römisch-katholische Kirche, die Methodistenkirche, die Baptistenkirche, die Kirche der Brüder in Christus, die Kirche Jesu Christi der Heiligen der letzten Tage, die römisch-katholische Kirche, die anglikanische Kirche, mehrere Pfingstkirchen, apostolische Glaubensgemeinschaften usw. Die Kirche der Siebenten-Tags-Adventisten scheint mit 3 Zweigstellen allein in Nketa, 2 Schulen und einer großen Mitgliederzahl die vorherrschende Kirche zu sein.

## Freizeit und Unterhaltung
Im Stadtteil gibt es mehrere kommunale Fußballplätze, auf denen vor allem an den Wochenenden viel Sport getrieben wird. In Nketa 6 und 7 gibt es zwei Erholungsparks mit Grünanlagen. Im Stadtteil gibt es mehrere andere Sport-, Freizeit- und Unterhaltungseinrichtungen.

## Demographie
Die Bevölkerung ist vielfältig und spricht verschiedene Sprachen und hat unterschiedliche kulturelle Hintergründe, da Bulawayo Menschen aus dem ganzen Land anzieht. Ndebele und Shona sind die wichtigsten Sprachen der Kommunikation.